# ぽちぱ
ぽちぱは、秋田県にあるフジテレビ系列（FNN・FNS）の放送局、秋田テレビ（AKT）のマスコットキャラクターである。

## 概要
地上波デジタル放送に完全移行した2011年7月頃より、マスコットキャラクターが新しくなり、蜂（AKTのデジタル放送におけるリモコンキーIDが8であることにもかけている）をモチーフにした「ぽちぱ」というキャラクターになった。名前は、一般公募により決定した。地元の食品メーカーがぱちぽとコラボレーションした蜂蜜やお菓子を販売したことがある。
2015年8月より、AKT本社に近いコンビニエンスストア・ローソン秋田山王けやき通店の外装にはぽちぱが描かれており、地元民からは「ぽちぱ店」「ぽちぱローソン」の愛称で親しまれている。

## プロフィール
- すんでいるところ：夢の国のお花畑
- 性別：女の子
- 誕生日：8月8日
- 趣味：テレビ観賞、おひるね
- 特技：ヒップダンス、手品
- 好きな食べ物：はちみつ
- 好きな数字：8